# Piz Cristallina
Der Piz Cristallina ist ein Gipfel im Massiv der Medelsergruppe in den Adula-Alpen der Schweiz mit einer Höhe von 3128,1 m ü. M. Wie die anderen Gipfel des Medelsermassivs erhebt er sich nur wenig über das Gebiet des Glatscher da Medel, an dessen Südwestecke er steht. Der (westliche) Hauptgipfel trug früher auch den Namen Piz Pozata. Der östliche Nebengipfel ist laut topografischer Karte und SAC-Gebietsführer nicht benannt.

## Erstbesteigung
Laut verschiedenen Quellen wurde der Piz Cristallina vom Disentiser «Bergsteigermönch» Placidus a Spescha im Jahre 1782 bestiegen, was bedeutet, dass dies einer seiner ersten Gipfel war. Die Aufstiegsroute entsprach demnach etwa der unten angegebenen Route ab Pardatsch durch die Val Cristallina.

## Wichtigste Routen
Die Aufstiege auf den Piz Cristallina werden im SAC-Clubführer mit dem Schwierigkeitsgrad L bis WS beschrieben.
- Medelserhütte – Glatscher da Medel – Fuorcla Cristallina – Piz Cristallina (L, 3,25h)
- Pardatsch an der Lukmanierstrasse – Val Cristallina – Piz Pian – Fuorcla Puzzetta – Piz Cristallina (ohne Gletscherberührung, L, 5,25h)

## Nationalpark
Der Piz Cristallina sollte Teil des gescheiterten Parc Adula werden. Der Gipfel hätte zur Kernzone des Parks gehört.